# Wildspitze
Wildspitze ([ˈvɪltˌʃpɪʦə]ⓘ) – najwyższy szczyt Alp Ötztalskich.
Szczyt znajduje się w Austrii w kraju związkowym Tyrol. Góra ma dwa wierzchołki – południowy, najwyższy o wysokości 3768 m n.p.m. (skalisty wierzchołek, na którym znajduje się metalowy krzyż około 4-metrowej wysokości), oraz niższy, północny, o wysokości około 3760 m n.p.m. (dawniej wyższym wierzchołkiem był właśnie wierzchołek północny, jednak ocieplenie klimatu powoduje topnienie pokrywy śnieżnej na nim i systematyczne zmniejszanie się jego wysokości).
Jest to najwyższy szczyt masywu Weißkamm i całych Alp Ötztalskich. Jest także drugim co do wysokości szczytem Austrii po Großglockner, a pod względem wybitności (MDW 2261 m) jest czwartym szczytem Alp i piętnastym Europy.
Normalna droga wejściowa (trudności PD-, mogą jednak wzrastać w zależności od warunków) prowadzi z miejscowości Vent do schroniska Breslauer Hütte (2844 m n.p.m.), następnie trawersuje południowo-zachodnie zbocze do lodowca Mitterkarferner, którym należy się wspiąć (w górnej części lodowiec jest stromy na około 60 stopni) do via ferraty (trudności B/C), która w 20–30 minut wyprowadza na przełęcz Mitterkarjoch (3470 m n.p.m.). Z przełęczy trasa prowadzi górną częścią lodowca Taschachferner pod kopułę szczytową (3660 m n.p.m.), gdzie rozpoczyna się wspinaczka (miejscami trudności I UIAA) południowo-zachodnią granią na południowy wierzchołek. Można też wejść drogą z Taschachhaus przez lodowiec Taschachferner lub z Braunschweiger Hütte (2758 m n.p.m.) przez lodowiec Pitztaler. Wszystkie drogi mają podobne trudności i wymagają sprzętu i umiejętności wspinaczki po lodzie.
Pierwszego wejścia na wyższy wówczas wierzchołek północny dokonał Leander Klotz w 1861. Na niższym wówczas wierzchołku południowym Klotz stanął już w 1848.
Wildspitze pojawia się w teledysku zespołu Rammstein do utworu „Ohne dich”

## Galeria

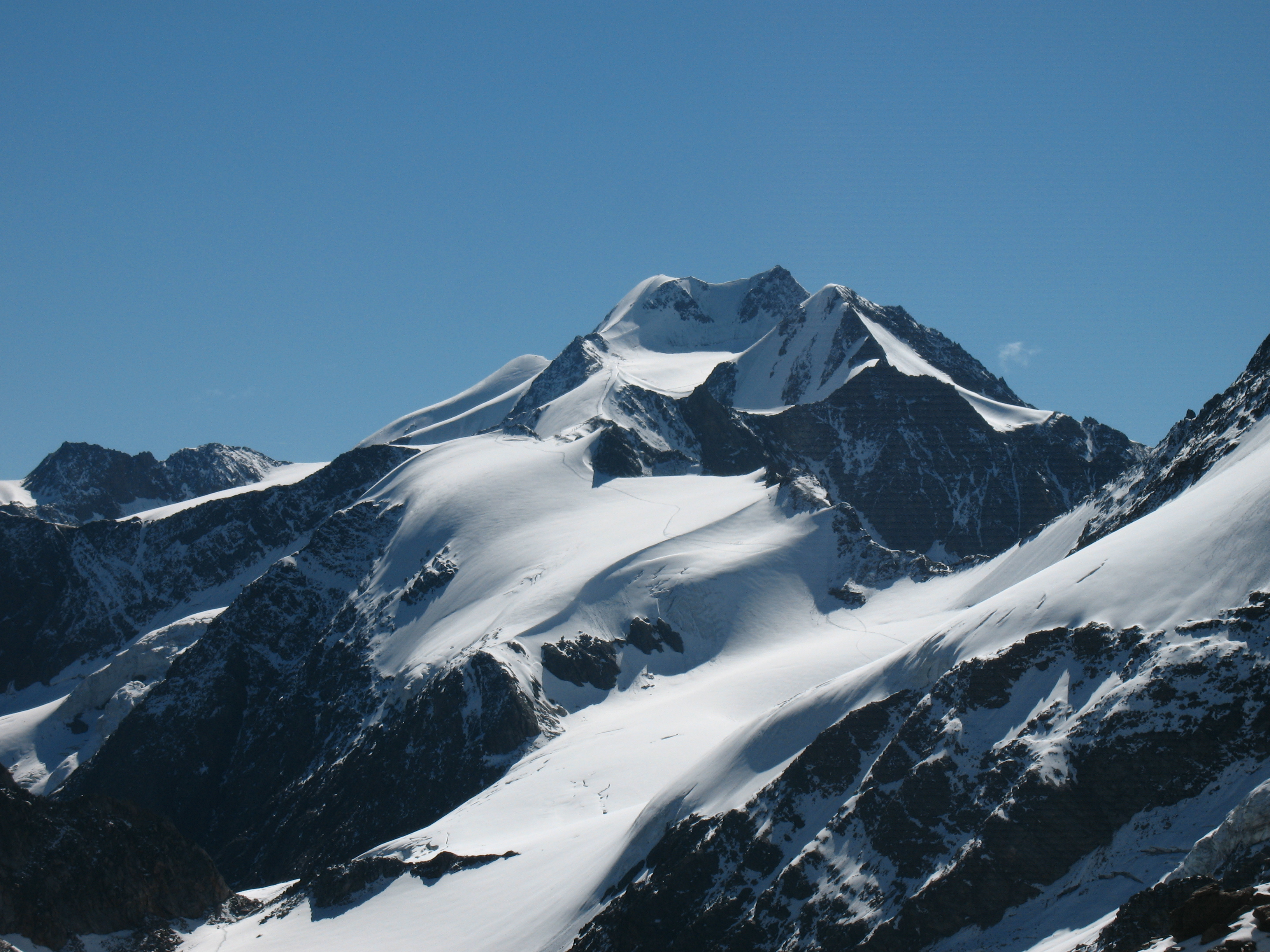
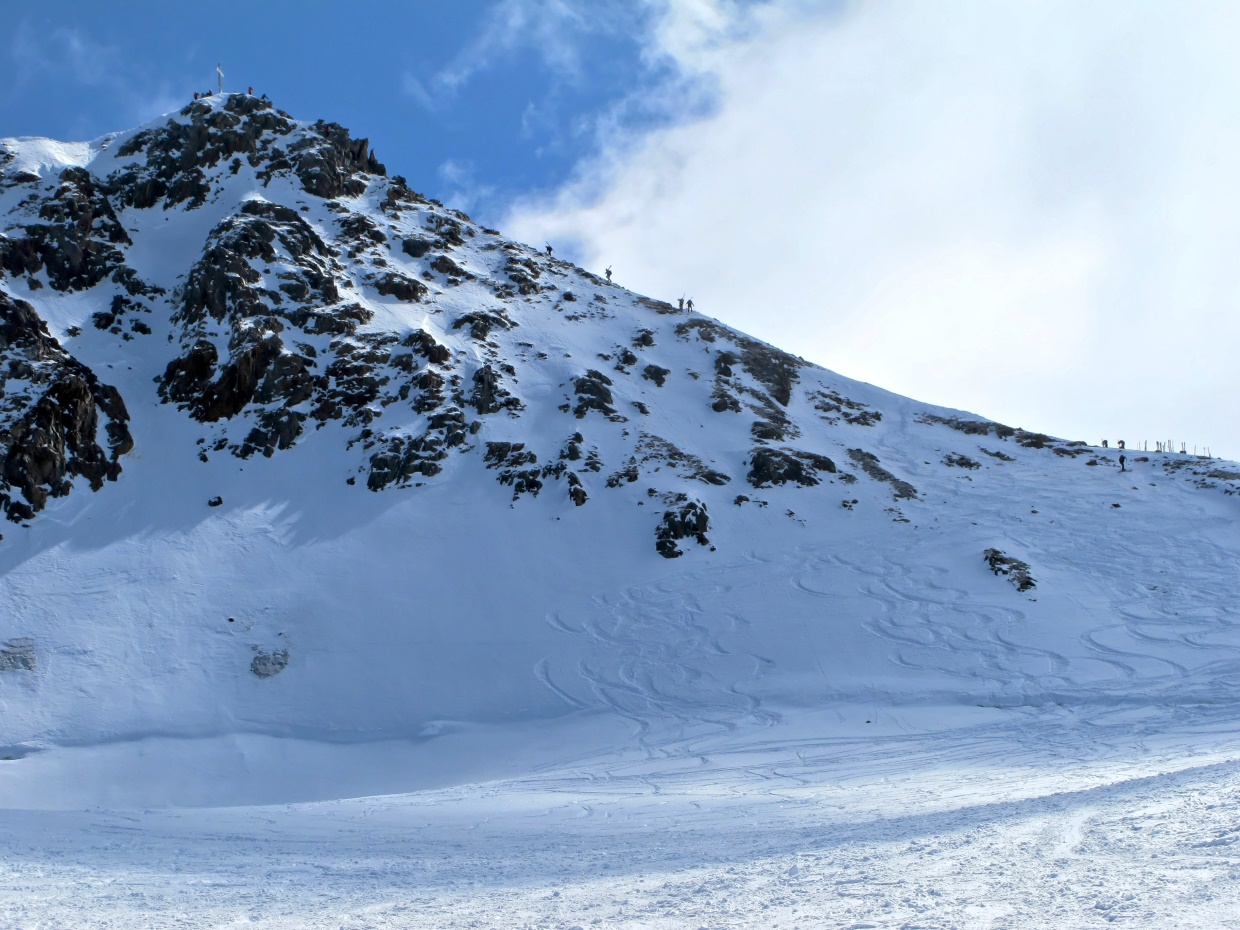
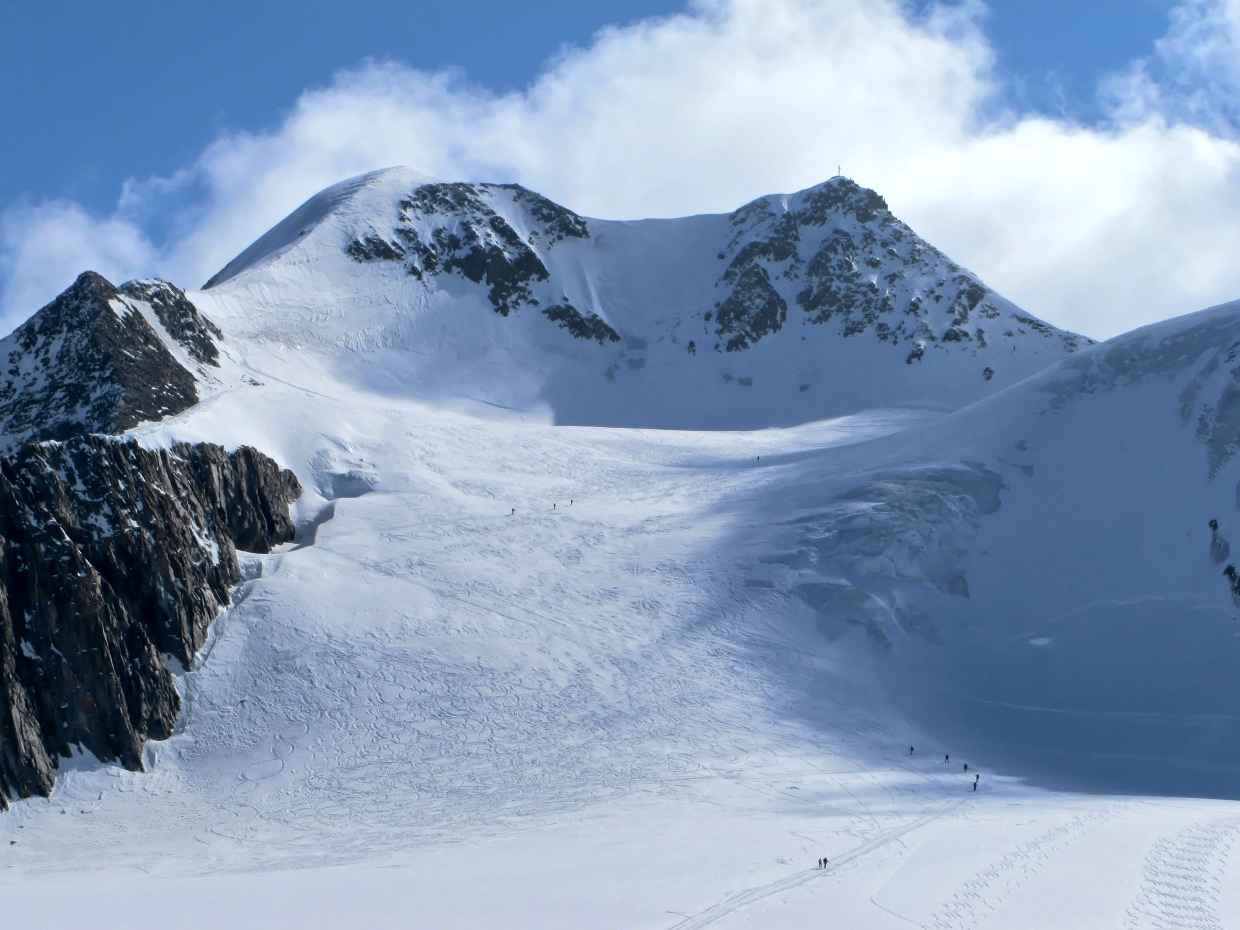
Północny i południowy wierzchołek Wildspitze widziane z lodowca Taschachferner
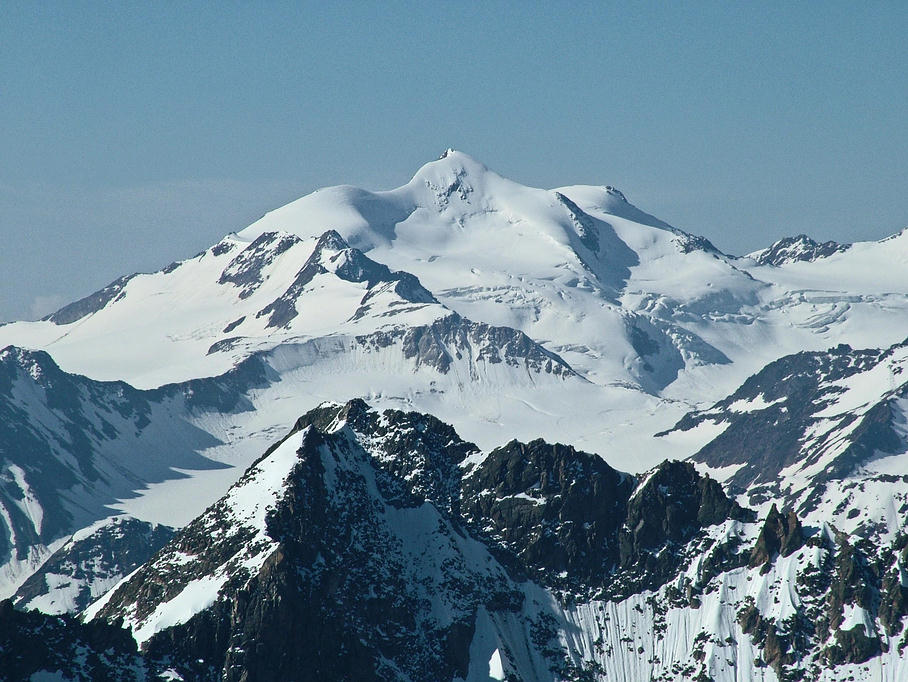
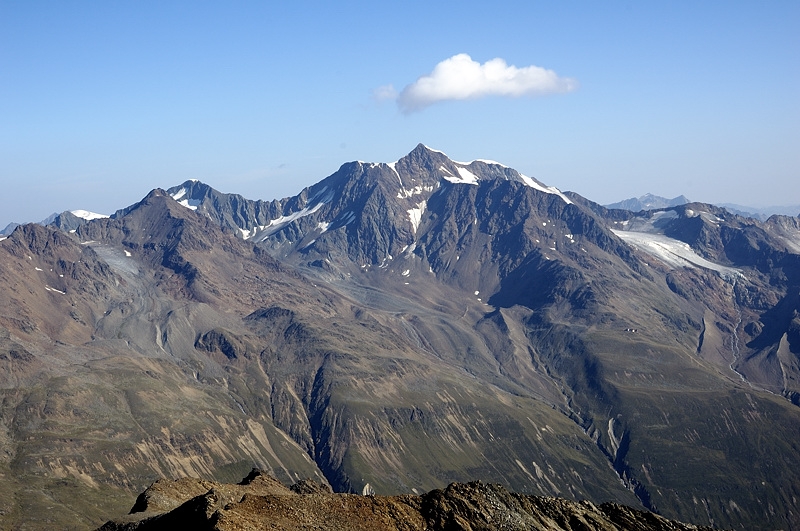
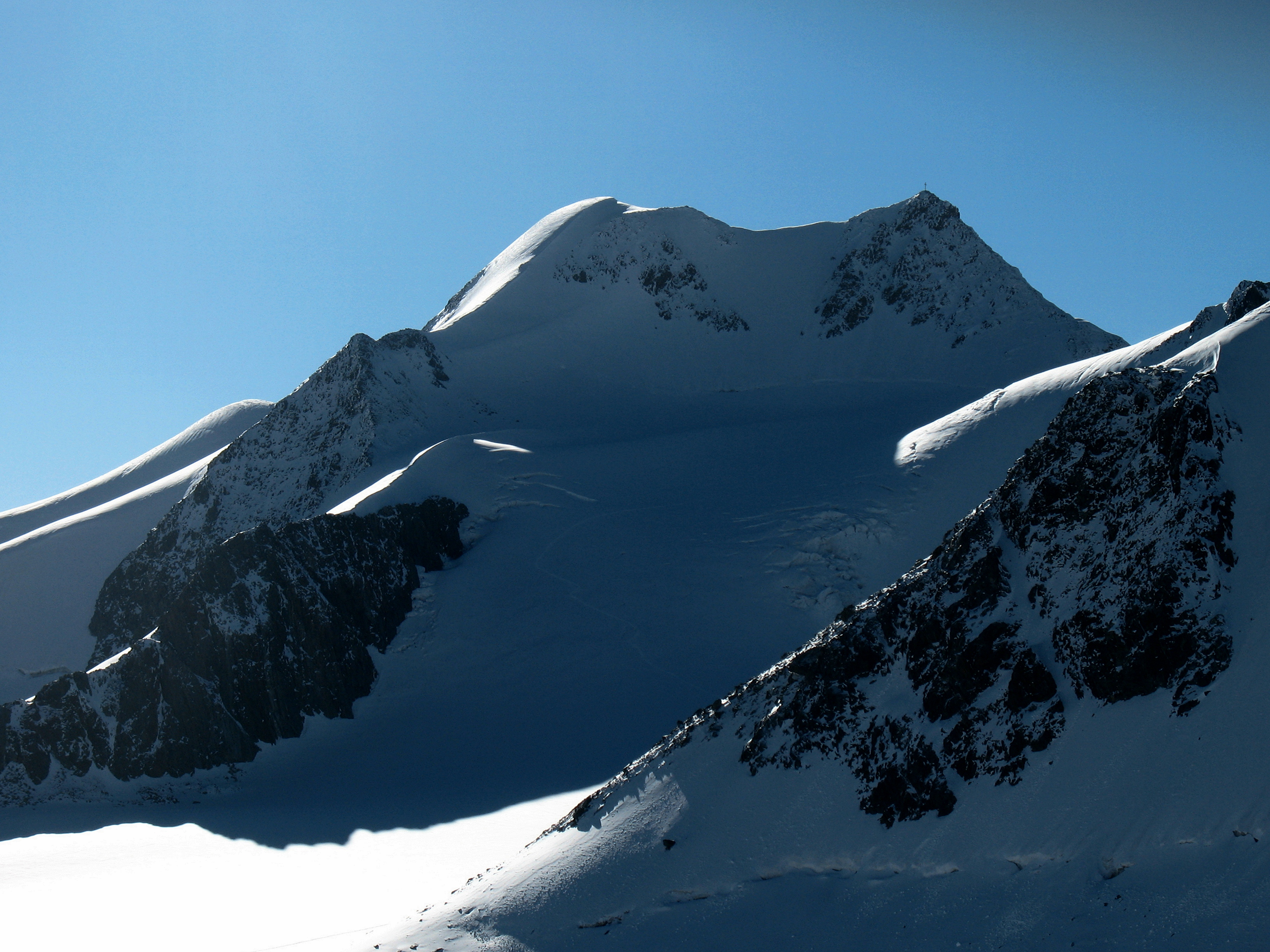
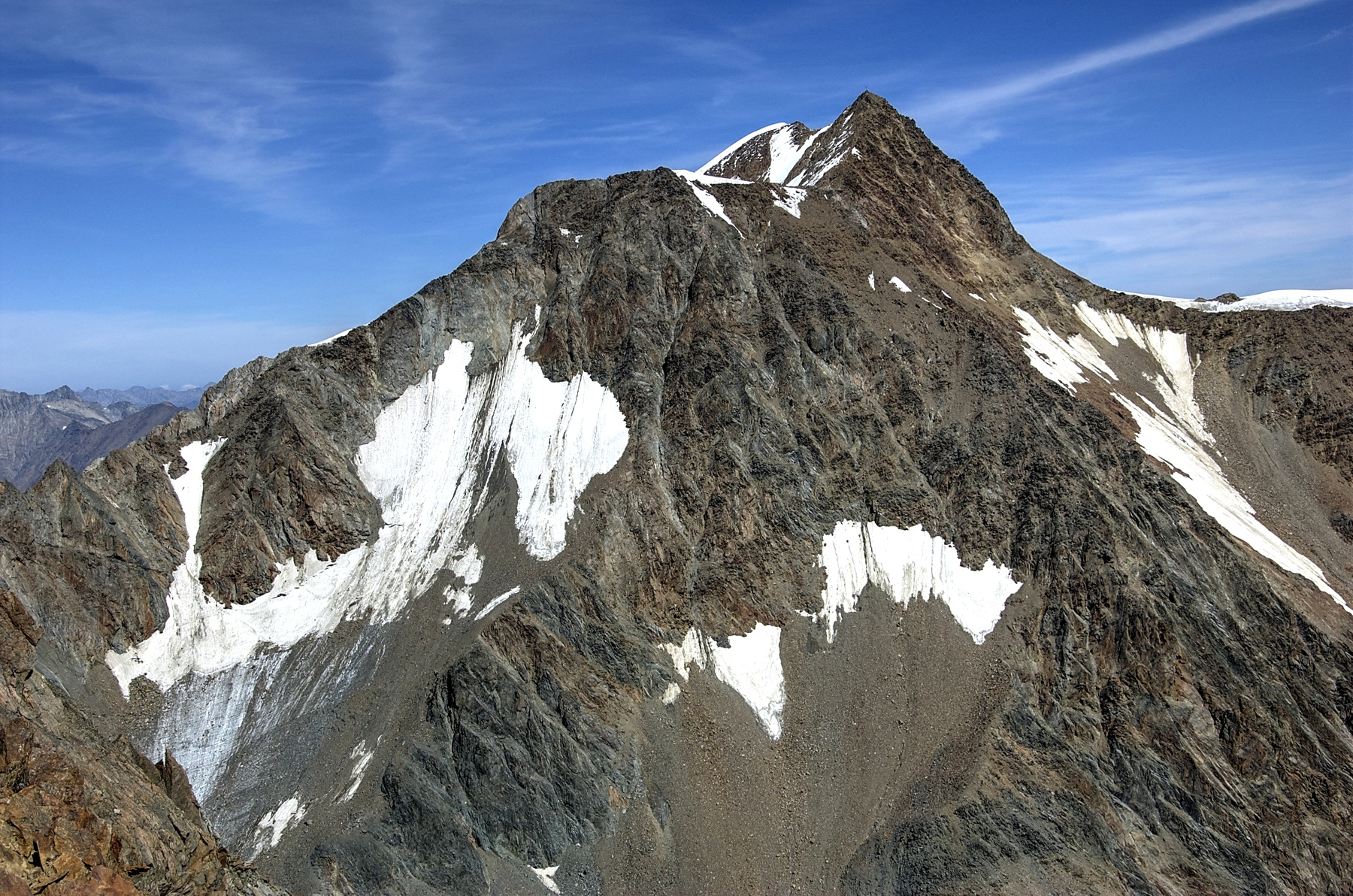
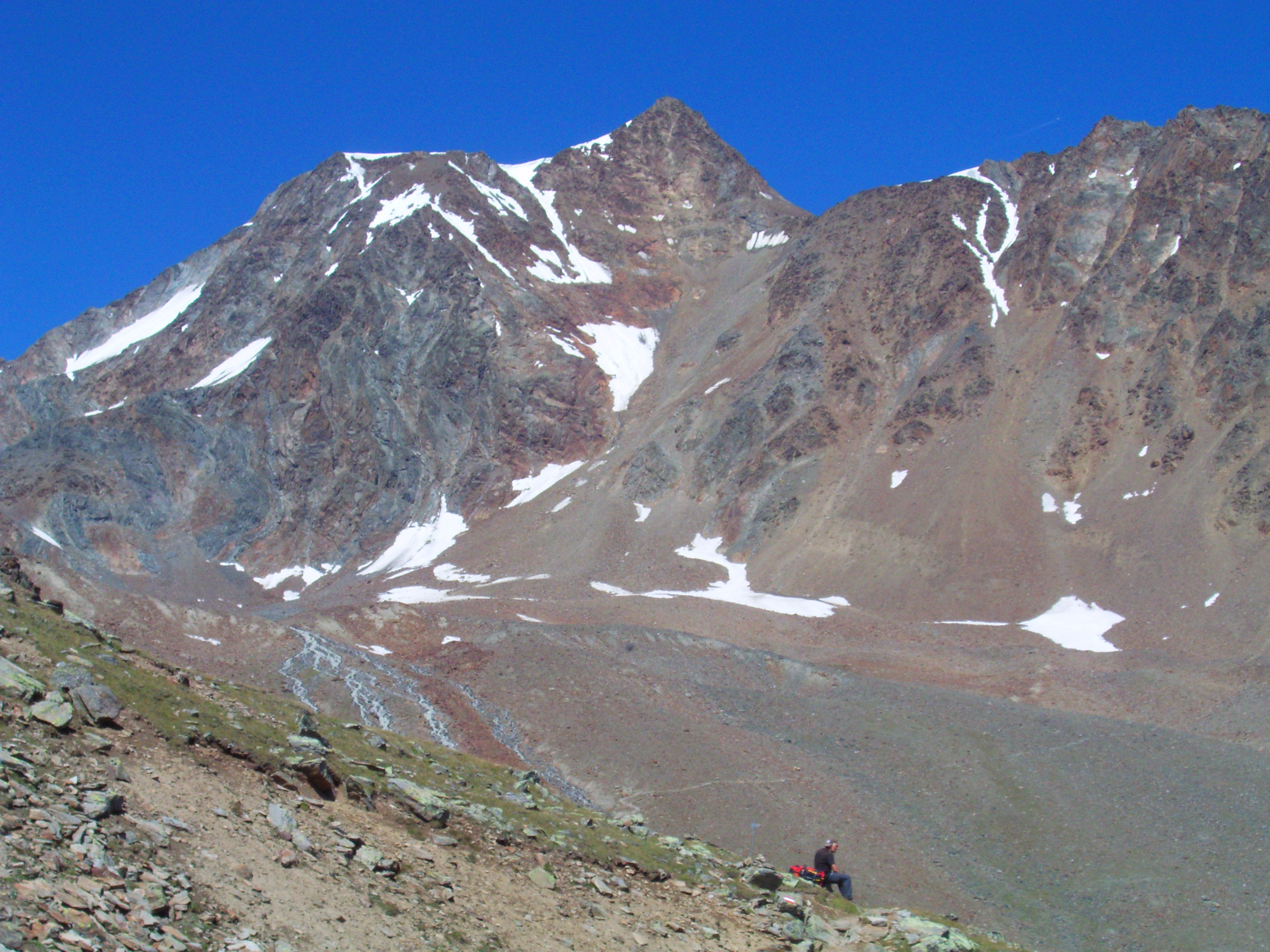
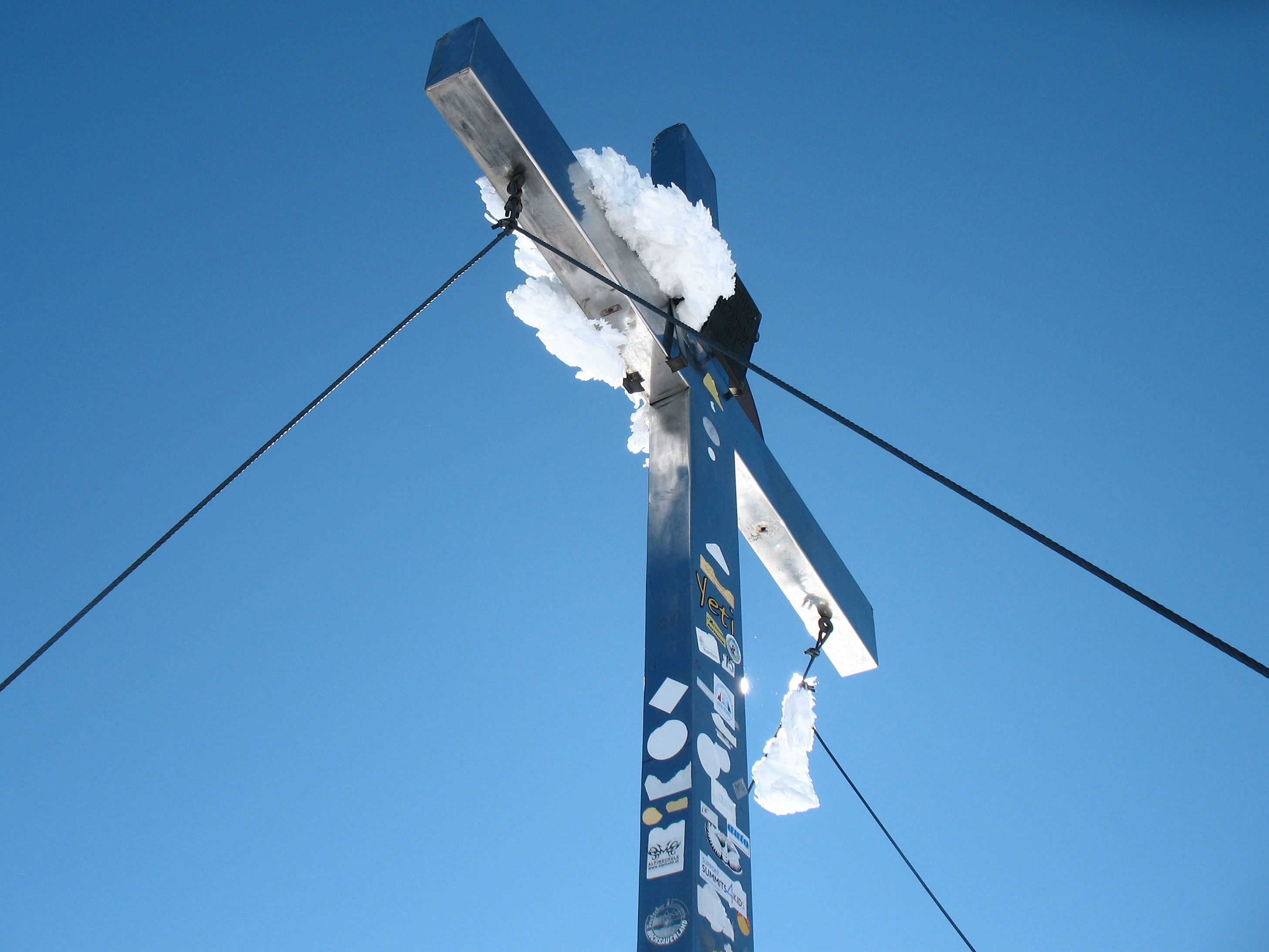
Krzyż z lat 1933–2010 na wierzchołku
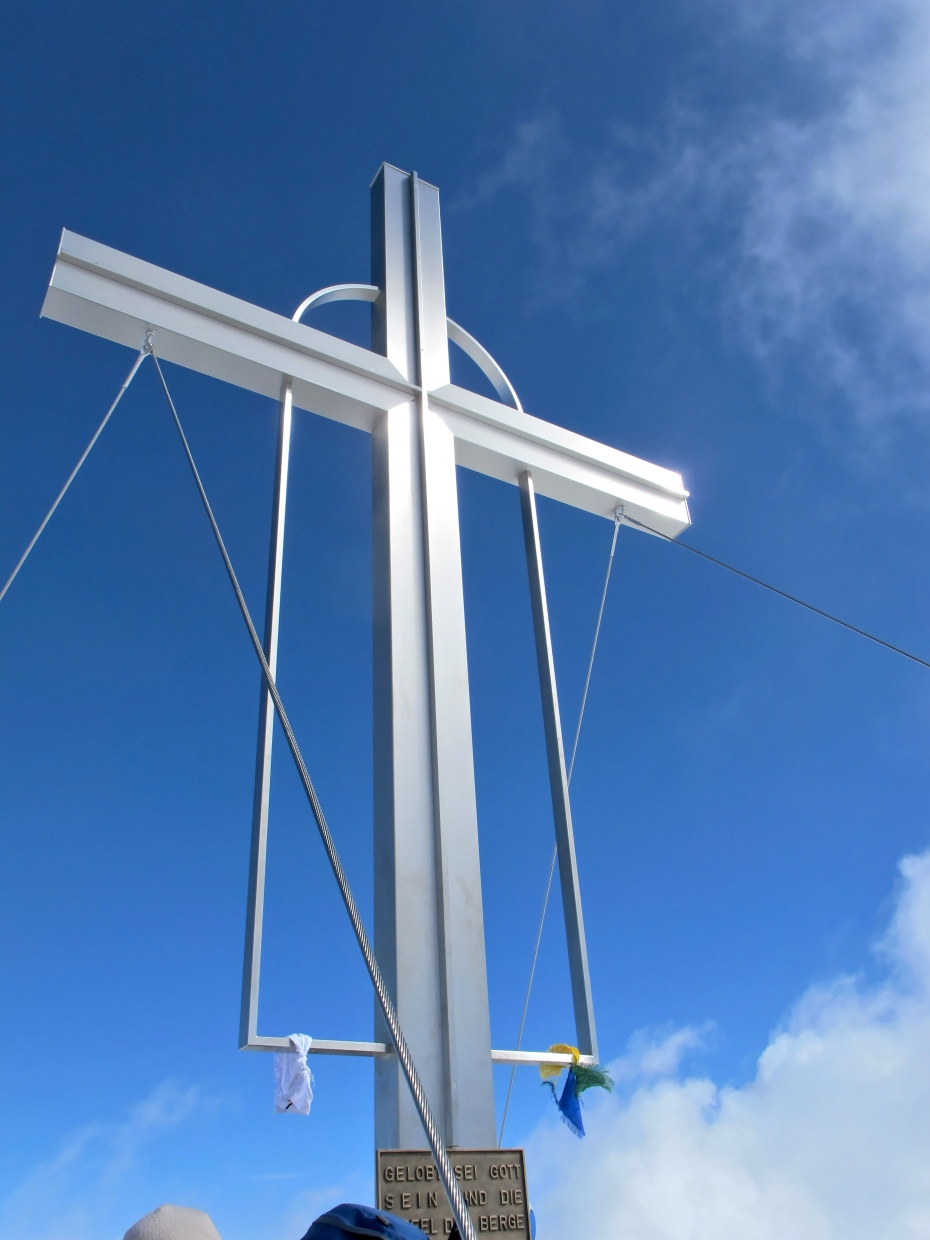
Nowy krzyż z roku 2010